# Равносторонний многоугольник

Равносторонний треугольник, всегда является правильным треугольником

Равносторонний четырёхугольник (ромб)

Равносторо́нний многоуго́льник — многоугольник, у которого все стороны равны. Например, равносторонний треугольник — это треугольник, у которого все три стороны одинаковы; все равносторонние треугольники подобны и имеют внутренние углы 60 градусов. Равносторонний четырёхугольник — это ромб, и квадрат является частным случаем ромба.

## Свойства
Равносторонний многоугольник, который также и равноуголен является правильным многоугольником.
Равносторонний многоугольник, вписанный в окружность (его вершины лежат на окружности) является правильным многоугольником (то есть многоугольником, одновременно и равносторонним, и равноугольным).
Описанный многоугольник (у которого существует окружность, касающаяся всех его сторон) является равносторонним в том и только в том случае, когда углы через один равны (то есть, при последовательной нумерации углов углы с номерами 1, 3, 5, … равны и углы 2, 4, … равны). Таким образом, если {\displaystyle n} — нечётно, описанный многоугольник является равносторонним в том и только в том случае, когда он правильный.
Все равносторонние четырёхугольники выпуклы, но существуют вогнутые равносторонние пятиугольники, как и выпуклые равносторонние многоугольники с большим числом сторон.
Каждая главная диагональ шестиугольника делит его на четырёхугольники. В любом выпуклом равностороннем шестиугольнике с общей стороной {\displaystyle a} существует главная диагональ {\displaystyle d_{1}}, такая что:
{\displaystyle {\frac {d_{1}}{a}}\leqslant 2},
и главная диагональ {\displaystyle d_{2}}, такая, что:
{\displaystyle {\frac {d_{2}}{a}}>{\sqrt {3}}}.
Существует конечная последовательность элементарных отражений, переводящих любой равносторонний многоугольник в правильный.

## Теорема Вивиани
Теорема Вивиани в части постоянства суммы расстояний от произвольной внутренней точки до каждой из сторон обобщается для равносторонних многоугольников. Действительно, представив стороны многоугольника в виде векторов {\displaystyle (a_{i},b_{i})}, притом выбрав направления так, чтобы конец одного вектора был началом другого, сумма этих векторов равна нулю, а следовательно:
{\displaystyle \sum _{i=1}^{n}a_{i}=0}, {\displaystyle \sum _{i=1}^{n}b_{i}=0}.
Без умаления общности можно считать, что все длины векторов равны 1. Повернув все векторы на 90° в одном направлении, получатся векторы {\displaystyle (-b_{i},a_{i})}, и все они будут нормалями к сторонам. Уравнение прямой, проходящей через сторону {\displaystyle i} будет задаваться уравнением {\displaystyle -b_{i}x+a_{i}y+c_{i}=0}. Поскольку длина вектора равна единице, расстояние до прямой от любой точки {\displaystyle (x,y)} плоскости будет равно {\displaystyle -b_{i}x+a_{i}y+c_{i}} (расстояние может быть отрицательным — зависит от того, в какой полуплоскости лежит точка), а сумма расстояний равна {\displaystyle \sum _{i=1}^{n}(-b_{i}x+a_{i}y+c_{i})=-x\sum _{i=1}^{n}b_{i}+y\sum _{i=1}^{n}a_{i}+\sum _{i=1}^{n}c_{i}=\sum _{i=1}^{n}c_{i}}, то есть, не зависит от положения точки.

## Площадь и периметр равносторонних многоугольников
- Если {\displaystyle n} нечётно, то правильный {\displaystyle n}-угольник единичного диаметра даёт максимальную возможную площадь и периметр[6].
- Правильный {\displaystyle n}-угольник является единственным решением в задаче нахождения максимальной площади фигуры единичного диаметра, если {\displaystyle n} нечётно, но в задаче нахождения максимального периода при {\displaystyle n} нечётном решение единственно только для простых {\displaystyle n}.
- Если {\displaystyle n} чётно и {\displaystyle n\geqslant 6}, то правильный {\displaystyle n}-угольник единичного диаметра не даёт ни максимальной площади, ни максимального периметра.
- Если {\displaystyle n} имеет нечётный делитель, то любой многоугольник с максимальным периметром является равносторонним.